# 施图姆-刘维尔理论
在数学及其应用中，以雅克·夏尔·弗朗索瓦·施图姆和约瑟夫·刘维尔的名字命名的施图姆-刘维尔方程（英語：Sturm–Liouville theory）是指二阶线性实微分方程：
| {\displaystyle {\frac {d}{dx}}\!\!\left[\,p(x){\frac {dy}{dx}}\right]+q(x)y=-\lambda \,w(x)y,} |  | 1 |

其中给定系数函数p(x), q(x), 和w(x)均为已知函数，和y是以x为自由变量的未知的待求解函数，称为解；{\displaystyle \lambda }是一个未定常数。w(x)又记为r(x)，称为'权（weight）'函数或'密度(density)'函数。所有二阶线性常微分方程都可以简化为这种形式。
在一个正则的施图姆-刘维尔（S-L）本征值问题中，在有界闭区间[a,b]上，三个系数函数{\displaystyle p(x),w(x),q(x)}应满足以下性质：
- {\displaystyle p(x)>0,w(x)>0}；
- {\displaystyle p(x),p'(x),w(x),q(x)} 均连续；
- {\displaystyle y(x)} 满足边界条件 {\displaystyle \alpha _{1}y(a)+\alpha _{2}y'(a)=0} 及 {\displaystyle \beta _{1}y(b)+\beta _{2}y'(b)=0}（{\displaystyle \alpha _{1}^{2}+\alpha _{2}^{2}>0,\beta _{1}^{2}+\beta _{2}^{2}>0}）。

只有一些恰当的{\displaystyle \lambda }能够使得方程拥有满足上述条件的非平凡解（非零解）。这些{\displaystyle \lambda }称为方程的特徵值，对应的非平凡解称为特徵函数，而特徵函数的集合则称为特徵函数族。施、刘二人在一些由边界条件确定的函数空间中，引入埃尔米特算子，形成了施图姆-刘维尔理论。这个理论提出了特徵值的存在性和渐近性，以及特徵函数族的正交完备性。这个理论在应用数学中十分重要，尤其是在使用分离变量法求解偏微分方程的时候。
施图姆-刘维尔理论提出：
- 施图姆-刘维尔特徵值问题，存在无限多个实数特徵值，而且可以排序为：

{\displaystyle \lambda _{1}<\lambda _{2}<\lambda _{3}<\cdots <\lambda _{n}<\cdots ,\lim _{n\rightarrow \infty }\lambda _{n}=\infty }；
- 对于每一个特徵值{\displaystyle \lambda _{n}}都有唯一的（已被归一化的）特徵函数{\displaystyle y_{n}(x)}，且{\displaystyle y_{n}(x)}在开区间(a,b)上有且仅有n-1个零点。其中{\displaystyle y_{n}(x)}称为满足上述施图姆-刘维尔特徵值问题的第n个基本解；
- 已归一化的特徵函数族在希尔伯特空间{\displaystyle L^{2}([a,b],w(x)\mathrm {d} x)}上有正交性和完备性，形成一组正交基：

{\displaystyle \int _{a}^{b}y_{n}(x)y_{m}(x)w(x)\,\mathrm {d} x=\delta _{mn}}
其中{\displaystyle \delta _{mn}}是克罗内克函数。

## 一些函数的施图姆-刘维尔形式
只要乘以一个恰当的积分因子，所有二阶常微分方程都可以写成施图姆-刘维尔形式。

### 贝塞尔方程
{\displaystyle x^{2}y''+xy'+(x^{2}-\nu ^{2})y=0\,}
等价于：
{\displaystyle (xy')'+(x-\nu ^{2}/x)y=0.\,}

### 勒让德方程
{\displaystyle (1-x^{2})y''-2xy'+\nu (\nu +1)y=0\;\!}
注意到 D(1 − x2) = −2x，因此等价于：
{\displaystyle [(1-x^{2})y']'+\nu (\nu +1)y=0\;\!}

### 二体系统施图姆-刘维尔方程
二体问题常用的换元的技巧是通过 {\displaystyle u=1/r\!} 和 {\displaystyle {\dot {\theta }}=Lu^{2}/m\!} 将原方程中对时间的求导转化为对角度 {\displaystyle \theta \!} 的求导，并得到Sturm-Liouville型方程
{\displaystyle (Lu')'+Lu=1/L\!}

### 使用积分因子的例子
{\displaystyle x^{3}y''-xy'+2y=0.\,}
两边同时除以x3:
{\displaystyle y''-{x \over x^{3}}y'+{2 \over x^{3}}y=0}
再乘以积分因子：
{\displaystyle \mu (x)=e^{\int -{x/x^{3}}\,\mathrm {d} x}=e^{\int -{1/x^{2}}\,\mathrm {d} x}=e^{1/x},}
得到：
{\displaystyle e^{1/x}y''-{e^{1/x} \over x^{2}}y'+{2e^{1/x} \over x^{3}}y=0}
又注意到：
{\displaystyle De^{1/x}=-{e^{1/x} \over x^{2}}}
因此原方程等价于：
{\displaystyle (e^{1/x}y')'+{2e^{1/x} \over x^{3}}y=0.}

### 一般形式二阶常微分方程的积分因子
{\displaystyle P(x)y''+Q(x)y'+R(x)y=0\,}
两边同时乘以积分因子：
{\displaystyle \mu (x)={1 \over P(x)}e^{\int {Q(x)/P(x)}\,\mathrm {d} x},}
整理后得到：
{\displaystyle {d \over dx}(\mu (x)P(x)y')+\mu (x)R(x)y=0}
或者把积分因子写出来：
{\displaystyle {d \over dx}(e^{\int {Q(x)/P(x)}\,\mathrm {d} x}y')+{R(x) \over P(x)}e^{\int {Q(x)/P(x)}\,\mathrm {d} x}y=0}

## 参阅
- 简正模